# Rapakiwi

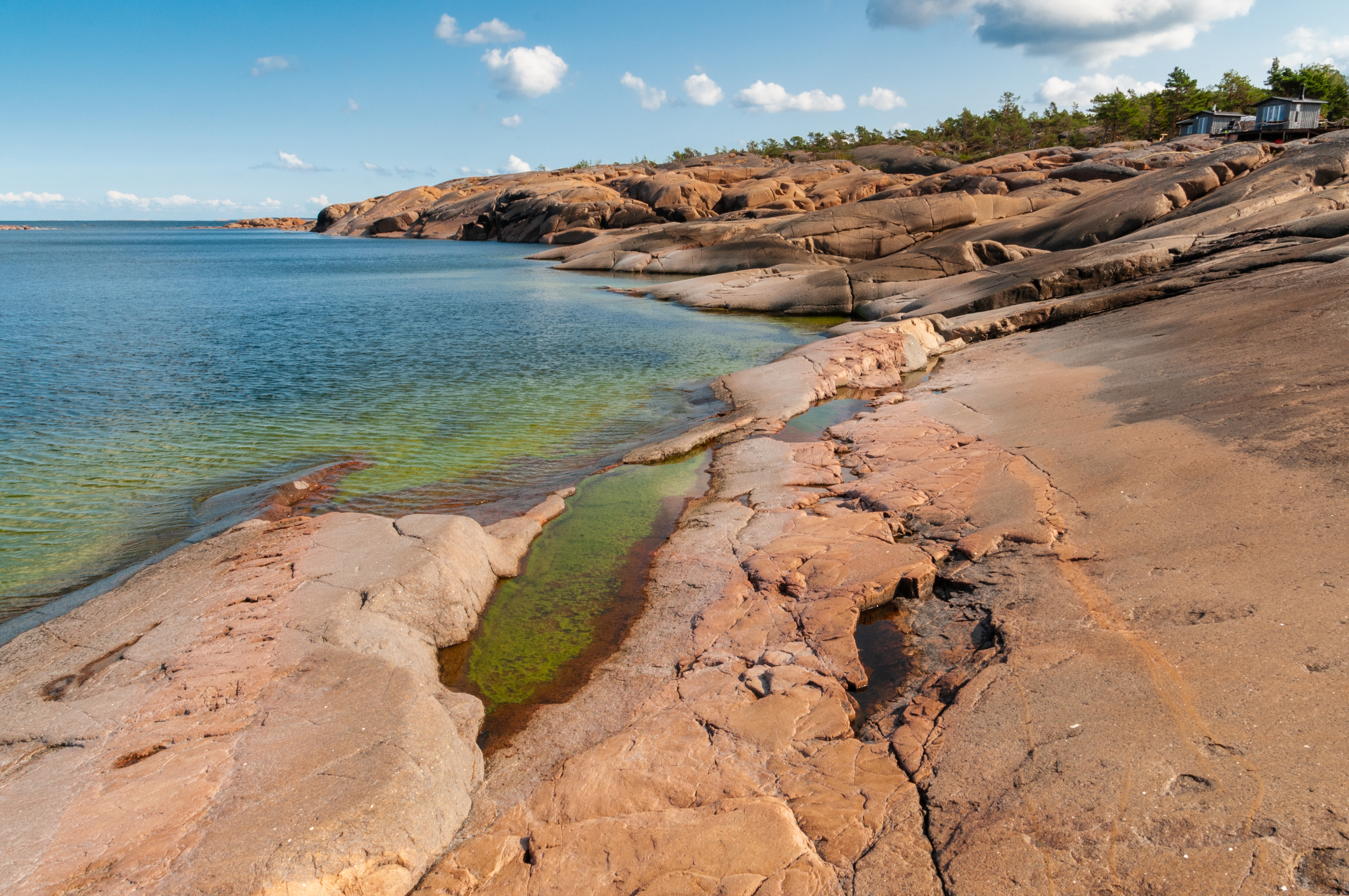
Schärenküste aus Rapakiwi im Norden von Åland

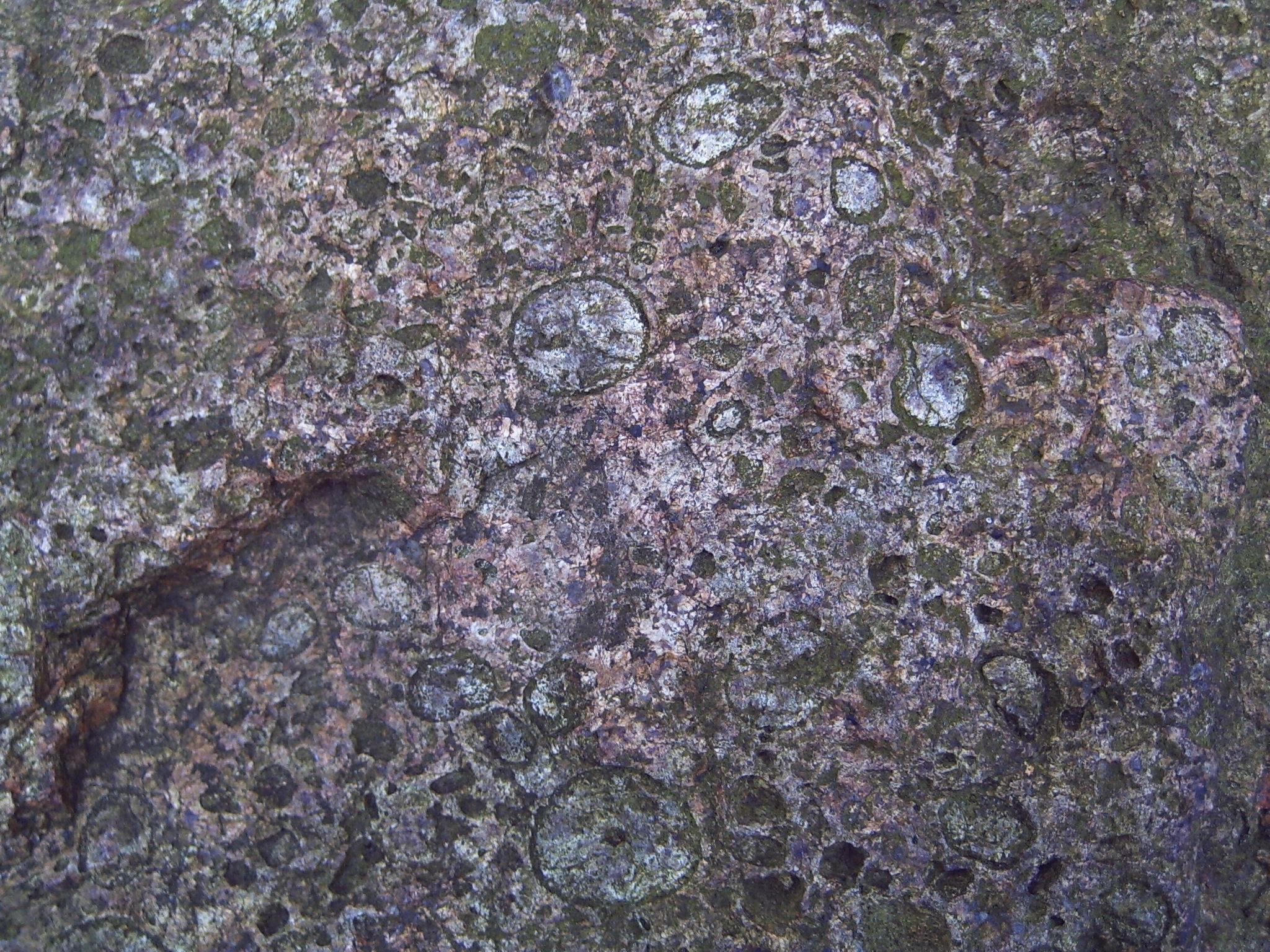
Angewitterte Oberfläche eines Rapakiwi-Findlings in Norddeutschland (Neuenkirchen (Kreis Steinfurt)). Die größten Ovoide haben hier einen Durchmesser von etwa 2,5 Zentimetern.

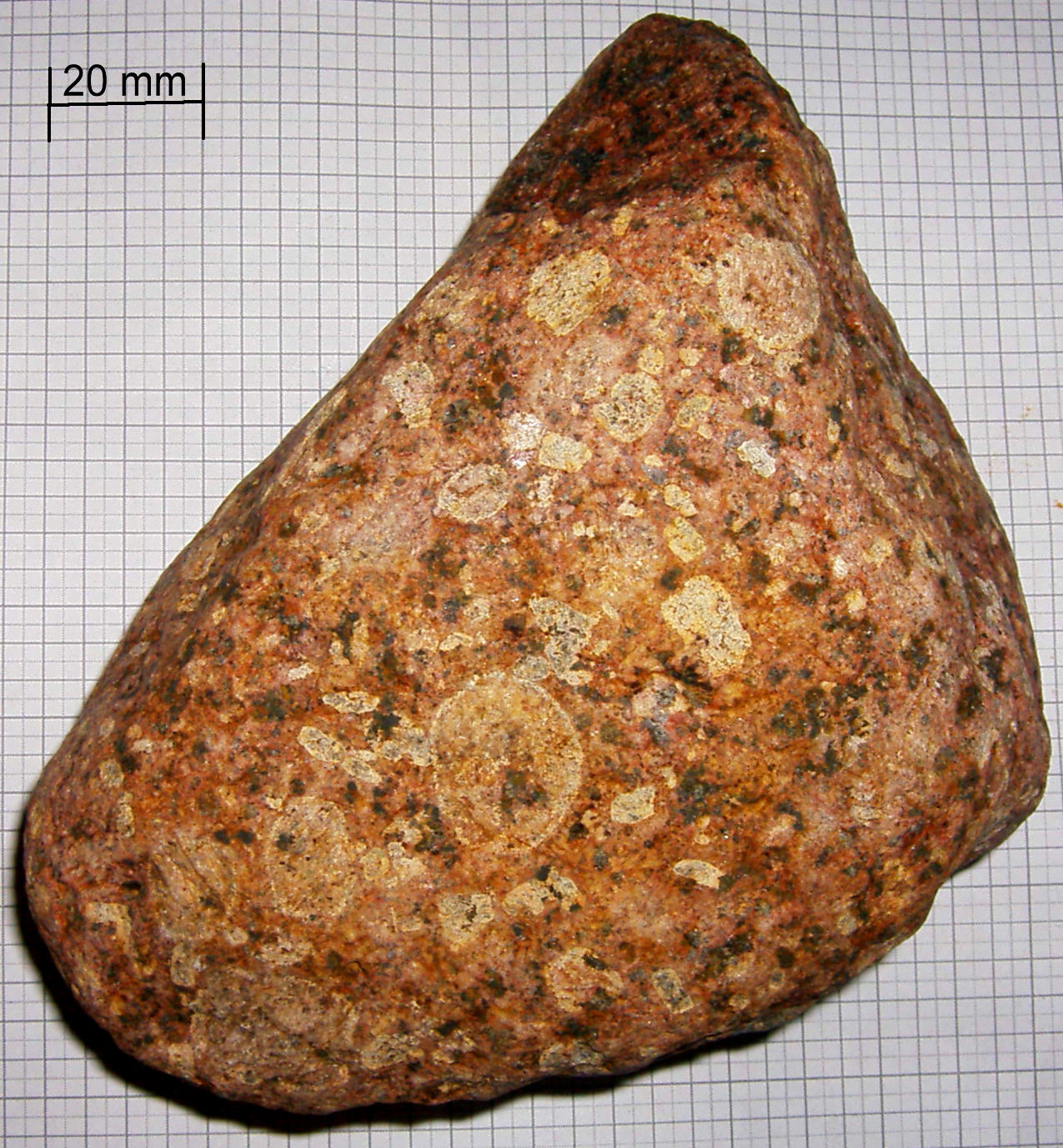
Rapakiwi-Geschiebe aus dem Münsterländer Kiessandzug. Fundort: Neuenkirchen/Offlum

Als Rapakiwi oder (veraltet) Murkstein bezeichnet man Granite mit ungleichkörnigen und bis zu mehreren Zentimetern großen, runden Einsprenglingen (Ovoide) aus Feldspat und einer relativ feinkörnigen Grundmasse aus Quarz, verschiedenen Feldspäten und Mafischen Mineralen.

## Etymologie und Geschichte
Der deutsche Name entspricht einer veralteten Schreibung von finnisch rapakivi (mit dem Buchstaben w statt v). Es handelt sich um eine Wortzusammensetzung mit den Substantiven rapa („Schmutz“) als Bestimmungswort und kivi („Stein(block)“) als Grundwort. In übertragener Bedeutung steht der Name für „Bröckelstein“ oder „schlechter Stein“, siehe auch die alte deutsche Bezeichnung Murkstein.
Der Name leitet sich von der auffälligen Verwitterungsform der Minerale ab, die sich vor allem oberflächennahe vollzieht. Lokal begrenzt zerfällt das Gestein an der Oberfläche in scharfkantigen Schutt. Solider Stein und Gesteinsgrus liegen kleinräumig nebeneinander. Jakob Johannes Sederholm übersetzte diesen im südfinnischen Volksmund gängigen Begriff 1891 als „fauler Stein“.
Die erste Erwähnung der Bezeichnung notierte der schwedische Naturalist Urban Hjärne und stammt aus dem Jahr 1694. Daniel Tilas (1739), Böthlingk (1840) Thomas von Ungern-Sternberg (Leipzig 1882, Dissertation) und Jakob Johannes Sederholm (1891) griffen den Terminus auf. Letzterer veröffentlichte seine Beschreibung in Tschermak’s Mineralogischen und Petrographischen Mitteilungen des genannten Jahres. Von diesem Geologen stammt die erste wissenschaftliche Beschreibung dieser Gesteinsgruppe nach modernem Verständnis.

## Petrographie, Typologie
Neben den großen Ovoiden fallen die kleinen Kristalle der Grundmasse kaum auf. Sie sind aber nach wie vor mit bloßem Auge zu erkennen. Die Grundmasse besitzt eine besondere Struktur, die dem Schriftgranit ähnlich ist und Myrmekit genannt wird, auch wenn sie eine andere Entstehungsursache hat. Kleine Quarzkristalle sind durch die größeren Feldspatkristalle hindurchgewachsen. Im Querschnitt ähnelt dieses Muster alten Schriftzeichen. Weiterhin besitzen die Ovoide oft, aber nicht immer, einen Saum aus Plagioklas (z. B. grüner Oligoklas).
Bei den Rapakiwigraniten werden zwei grundsätzliche Erscheinungsformen nach dem auftretenden kristallinen Gefüge unterschieden.   Beiden Typen ist ein porphyrisches Gefüge gemeinsam, das also große Einzelkristalle in einer wesentlich kleinkörnigeren Matrix zeigt.   Beiden Varianten ist es eigen, dass sie kleine Drusenräume aufweisen. Dieses Merkmal wird als miarolitische Hohlräume bezeichnet.

### Wiborgit

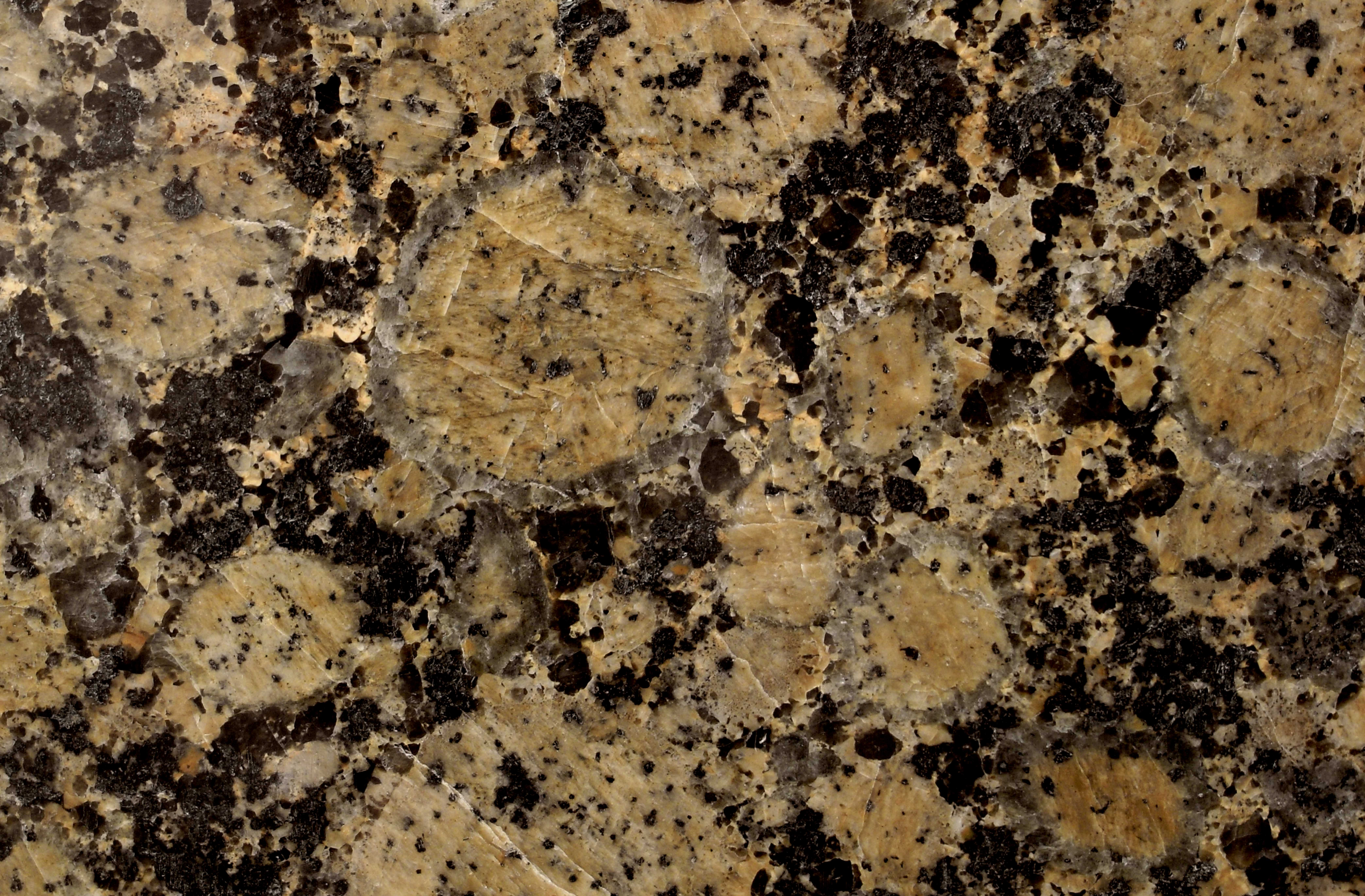
Rapakiwigranit Baltik Braun (Wiborgit-Typus)

Der Rapakiwitypus Wiborgit (auch: Viborgit) besitzt grobkörnige Alkalifeldspateinsprenglinge (Orthoklas oder Mikroklin), die von einem oder seltener mehreren parallel gelagerten Säumen aus Oligoklas umgeben sind. Deshalb erinnert das Gesamtbild an Bälle. Manche Feldspateinsprenglinge sind miteinander verwachsen und haben einen gemeinsamen Saum. Die feinkörnige Matrix bilden Quarz, Biotit, Hornblende und Plagioklas.
Der Name dieser Rapakiwivariante leitet sich vom Wiborg-Massiv ab, einem Teil der russisch-finnischen Landschaft Karelien im Umfeld der Stadt Wiborg (heute russisch Wyborg) ab und geht auf den Geologen Walter Wahl (1925) zurück.

### Pyterlit

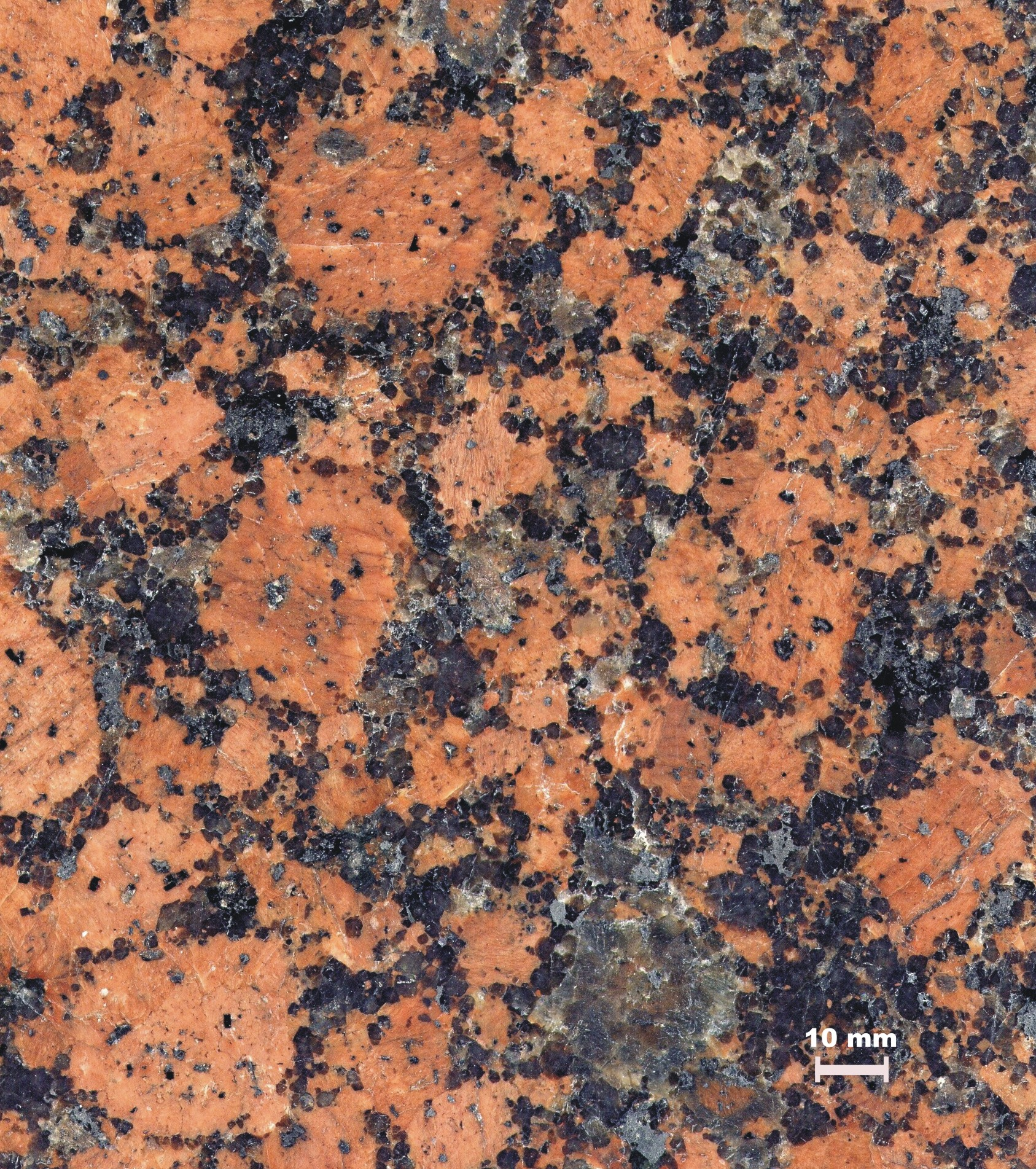
Rapakiwigranit Baltik Rot (Pyterlit-Typus)

Der Rapakiwitypus Pyterlit hat ebenso große Alkalifeldspatkristalle. Diese besitzen keinen Saum aus Oligoklas. Der Quarzanteil liegt gegenüber dem Wiborgit etwas höher.
Der Name leitet sich von der Typlokalität Pyterlahti mit ihren alten Steinbrüchen bei Virolahti ab und wurde ebenfalls 1925 durch Walter Wahl geprägt.

## Entstehung
Die Genese von Rapakiwis ist aufgrund mehrerer Faktoren umstritten. Vor allem die Entstehung der runden Ovoide grenzt sich von der klassischen Bildung ründlicher Einsprenglinge ab, da sie weder durch Anschmelzung bereits gebildeter Kristalle noch durch die Verformung der Mineralkörner durch Druck entstehen. Da manche Ovoide im Inneren Wachstumsringe aufweisen, müssen die Kristalle frühzeitig eine runde Formen gehabt haben und rund weitergewachsen sein. Somit verletzten die Ovoide die Regel der Ideomorphologie, da sie bereits beim Wachstum eine nicht charakteristische Form aufgewiesen haben. Das Auftreten von Plagioklassäumen um den Alkalifeldspat-Ovoiden ist ebenfalls nicht typisch, da Plagioklase während des klassischen Erstarrungsprozesses früher oder spätestens mit dem Alkalifeldspat auskristallisieren müssten und ihn unter Normalbedingungen somit nicht umsäumen könnten. Darüber hinaus gibt es Partien, in denen sich Ovoide mit Saum direkt neben anderen ohne Saum befinden und eckige Kristalle neben runden Ovoiden liegen. Solche verschiedenen Kristalle können nicht am gleichen Ort unter gleichen Bedingungen zusammen entstanden sein.
Ein Erklärungsansatz für die Genese von Rapakiwis ist, dass eine in der Tiefe langsam abkühlende Granitmagma schon zu einem erheblichen Prozentsatz Kristalle (Alkalifeldspat, Plagioklas und Quarz) ausgebildet hat, in welche von unten ein heißeres und beweglicheres Basaltmagma eindringt. Damit beginnt ein erneuter Aufstieg des Granitmagmas, die Temperatur sinkt nicht mehr oder steigt in einigen Teilen des Magmengemisches sogar wieder an. Beim erneuten Aufstieg kommt es zu einem fortwährenden Druckabfall. Dieser führt zur Anlösung oder vollständigen Aufschmelzung bereits gebildeter Kristalle. So könnten die Mineralkörner in Etappen gebildet worden sein und das Plagioklas könnte aufgrund der stetigen Temperaturen bis zu einem späten Zeitpunkt in Lösung geblieben sein.

## Verbreitung
Rapakiwigranite sind weltweit verbreitet, treten aber hauptsächlich auf geologisch alten, kontinentalen Krusten aus dem Präkambrium auf. Das europäische Hauptverbreitungsgebiet liegt in Fennoskandien, vor allem in Finnland. Die vier finnischen Rapakimassive sind das Åland-Massiv (benannt nach seiner Lage auf der Inselgruppe Åland), das Wiborg-Massiv (nach der Stadt Wyborg, früher Wiborg), das Laitila-Massiv (nach der Stadt Laitila) und das Vehmaa-Massiv (nach der Stadt Vehmaa). Von herausgehobener Bedeutung ist das Wiborg-Massiv, ein mittelproterozoischer Batholith, das teilweise in Russland liegt und von finnischen und russischen Wissenschaftlern untersucht wurde.
Aber auch am Küstengebiet des nordöstlichen Schwedens (bei Rödö), in Südnorwegen (Drammen) und Russland (Salminski Massiv und Uljalegski Massiv in Südkarelien), im südlichen Ural und an der Südwestküste des Baikalsees gibt es Rapakiwi-Gesteine. Rapakiwis sind auch von der Koreanischen Halbinsel und der Ukraine bekannt.
Im baltischen Raum und im nördlichen Mitteleuropa sind Rapakiwigranite als eiszeitliche Geschiebe sehr häufig zu finden. Während sie im Baltikum für gewöhnlich aus Finnland stammen, kann die Herkunft der meisten Rapakiwi-Geschiebe in Mitteleuropa von den Åland-Inseln hergeleitet werden.

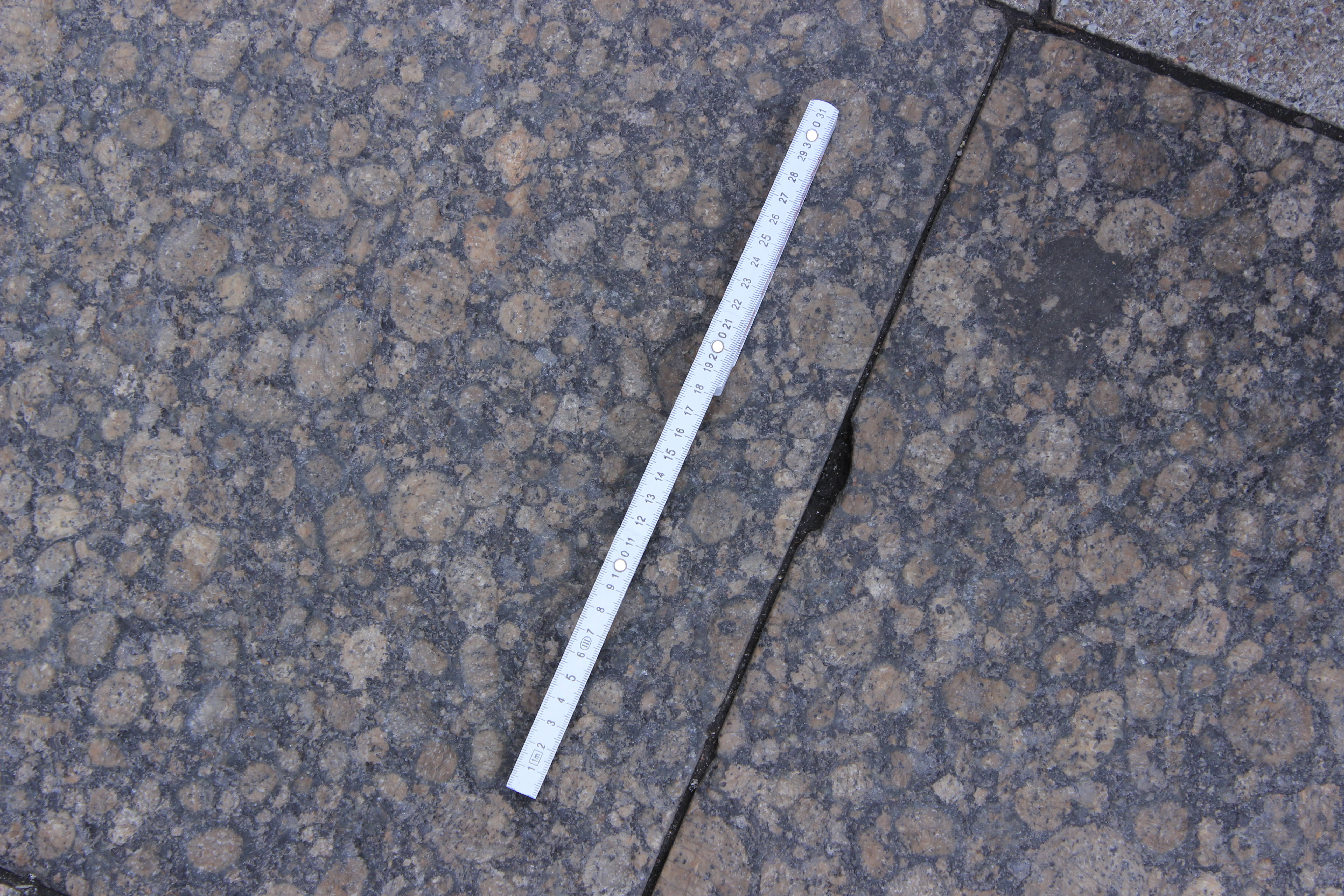
Trottoir-Platten aus Wiborgit (Baltic-Brown) vor dem Levantehaus

## Rapakiwis als Naturwerkstein
Unter den Bezeichnungen Baltik Braun (oder auch brown), Baltik Rot (oder auch red), Carelian red und Carmen red sind diese Gesteine seit Jahrzehnten als Naturwerkstein in Verwendung. Es handelt sich um Gesteine, die in Europa für Fassaden, Fußböden, Dekorgegenstände und Grabmale weitverbreitet sind. Diese Natursteine sind frostfest und polierfähig.
Traditionell und regional bedingt finden sich Gesteine dieser Art in der Architektur südfinnischer Städte und in der Region Sankt Petersburg wieder. Im deutschsprachigen Raum finden sie häufig als Fassadenplatten und Bodenbelag Verwendung.
Die Namensbezeichnung als Murgstein oder fauler Stein usw. besagt nichts über die heutige technische Verwendung der Rapakiwis in der Natursteinverarbeitung aus. Die oberflächlich liegenden verwitterten Schichten werden nicht für Werksteine verwendet. Die technischen und sonstigen Kennwerte der Rapakiwis, die im Bauwesen, der Grabmalgestaltung und in der Innenausstattung Bedeutung haben, sind mit anderen Graniten durchaus vergleichbar.